# Партеногенеза
Партеногенеза (од грч. παρθένος, што значи девица и грч. γένεσις, што значи стварање) је природни облик асексуалне репродукције у којој се раст и развој ембриона одвијају у гамету (јајету или сперми) без комбиновања са другом гаметом (нпр. спајање јајета и сперматозоида).
Код животиња партеногенеза значи развој ембриона из неоплођене јајне ћелије. У биљкама, партеногенеза је компонента процеса апомиксиса. Код алги, партеногенеза може значити развој ембриона или из појединачног сперматозоида или из појединачног јајета.
Партеногенеза се природно јавља код неких биљака, алги, бескичмењака животињских врста (укључујући нематоде, неке тардиграде, водене буве, неке шкорпије, лисне уши, неке гриње, неке пчеле, неке Phasmatodea и паразитске осе) и неколико кичмењака (као што су неке рибе, водоземци, гмизавци и птице). Ова врста репродукције је вештачки изазвана код неколико врста укључујући рибе, водоземце и мишеве.
Нормалне јајне ћелије се формирају у процесу мејозе и хаплоидне су, са упола мање хромозома од ћелија тела њихове мајке. Хаплоидне особе, међутим, обично нису одрживе, а партеногенетски потомци обично имају диплоидни број хромозома. У зависности од механизма укљученог у обнављање диплоидног броја хромозома, партеногенетски потомци могу имати било где између свих и половине мајчиних алела. У неким типовима партеногенезе, потомци који имају сав генетски материјал мајке називају се пуним клоновима, а они који имају само половину називају се полу-клоновима. Пуни клонови се обично формирају без мејозе. Ако дође до мејозе, потомство ће добити само делић мајчиних алела јер се прелаз ДНК одвија током мејозе, стварајући варијације.
Партеногенетски потомци код врста које користе или XY или X0 систем за одређивање пола имају два X хромозома и женски су. Код врста које користе ZW систем одређивања пола, оне имају или два Z хромозома (мушки) или два W хромозома (углавном неодрживи, али ретко женке), или могу имати један Z и један W хромозом (женски).
Партеногенеза се не односи на изогамне врсте.

## Типови историје живота
Неке врсте се размножавају искључиво партеногенезом (као што су бделоидни ротифери), док друге могу да прелазе између полне репродукције и партеногенезе. Ово се назива факултативна партеногенеза (други термини су циклична партеногенеза, хетерогамија или хетерогонија). Пребацивање између сексуалности и партеногенезе код таквих врста може бити изазвано годишњим добима (лисне уши, неке жучне осе), или недостатком мужјака или условима који погодују брзом расту популације (ротифери и кладоцери попут дафније). Код ових врста асексуално размножавање се дешава или лети (лисне уши) или док су услови повољни. То је зато што се у асексуалној репродукцији успешан генотип може брзо ширити, а да не буде модификован сексом или расипањем ресурса на мушко потомство које неће да роди. Неке врсте могу да произведу и полно и путем партеногенезе, а потомци у истој канџи врсте тропских гуштера могу бити мешавина сексуално произведеног потомства и партеногено произведеног потомства. У калифорнијским кондорима факултативна партеногенеза се може десити чак и када је мужјак присутан и доступан женки за размножавање. У време стреса, потомци произведени сексуалном репродукцијом могу бити спремнији јер имају нове, можда корисне комбинације гена. Поред тога, сексуална репродукција пружа корист од мејотичке рекомбинације између несестринских хромозома, процеса који је повезан са поправком дволанчаних прекида ДНК и другим оштећењима ДНК која могу бити изазвана стресним условима.
Многе таксоне са хетерогонијом у себи имају врсте које су изгубиле сексуалну фазу и сада су потпуно асексуалне. Многи други случајеви обавезне партеногенезе (или гиногенезе) налазе се међу полиплоидима и хибридима где се хромозоми не могу упарити за мејозу.
Производња женског потомства партеногенезом се назива телитокија (нпр. лисне уши), док се производња мужјака партеногенезом назива аренотокија (нпр. пчеле). Када се неоплођена јаја развију и у мужјаке и у женке, феномен се назива деутеротокија.

## Врсте и механизми
Партеногенеза се може десити без мејозе кроз митотичку оогенезу. Ово се зове апомиктичка партеногенеза. Зреле јајне ћелије се производе митотичким деобама и ове ћелије се директно развијају у ембрионе. У цветним биљкама, ћелије гаметофита могу бити подвргнуте овом процесу. Потомство произведено апомиктичком партеногенезом су пуни клонови своје мајке. Примери укључују лисне уши.
Партеногенеза која укључује мејозу је компликованија. У неким случајевима, потомци су хаплоидни (нпр. мушки мрави). У другим случајевима, који се заједнички називају аутомиктичка партеногенеза, плоидија се враћа у диплоидију на различите начине. То је зато што хаплоидне јединке нису одрживе у већини врста. У аутомиктичној партеногенези, потомци се разликују једно од другог и од мајке. Зову се полуклонови њихове мајке.

### Аутомиктична партеногенеза
Аутомиксис је термин који покрива неколико репродуктивних механизама, од којих су неки партеногенетски.
Диплоидија се може обновити удвостручавањем хромозома без деобе ћелија пре почетка мејозе или након што се мејоза заврши. Ово се назива ендомитотички циклус. Ово се такође може десити фузијом прва два бластомера. Друге врсте обнављају своју плоидност фузијом мејотских производа. Хромозоми се можда неће одвојити у једној од две анафазе (која се назива реституцијска мејоза) или се произведена језгра могу спојити или се једно од поларних тела може спојити са јајном ћелијом у некој фази током њеног сазревања.
Неки аутори све облике аутомиксиса сматрају сексуалним јер укључују рекомбинацију. Многи други класификују ендомитотичке варијанте као асексуалне и сматрају да су резултујући ембриони партеногенетски. Међу овим ауторима, праг за класификовање аутомиксиса као сексуалног процеса зависи од тога када су спојени производи анафазе I или анафазе II. Критеријум за „сексуалност“ варира од свих случајева реституцијске мејозе, до оних где се језгра спајају или само до оних где су гамети зрели у време фузије. Они случајеви аутомиксиса који се класификују као сексуална репродукција упоређују се са самооплодњом по њиховом механизму и последицама.
Генетски састав потомства зависи од врсте аутомиксиса. Када се ендомитоза јави пре мејозе или када дође до централне фузије (реституцијска мејоза анафазе I или фузија њених производа), потомци добијају све до више од половине мајчиног генетског материјала и хетерозиготност је углавном очувана (ако мајка има два алела за локус, вероватно је да ће потомство добити оба). То је зато што су у анафази I хомологни хромозоми раздвојени. Хетерозиготност није у потпуности очувана када се кросовер догоди у централној фузији. У случају предмејотичког удвостручавања, рекомбинација, ако се догоди, се дешава између идентичних сестринских хроматида.
Ако дође до терминалне фузије (реституцијске мејозе анафазе II или фузије њених производа), нешто више од половине мајчиног генетског материјала је присутно у потомству и потомци су углавном хомозиготни. То је зато што су у анафази II сестринске хроматиде раздвојене и било каква хетерозиготност присутна је због укрштања. У случају ендомитозе после мејозе, потомство је потпуно хомозиготно и има само половину генетског материјала мајке.
Ово може довести до тога да партеногенетски потомци буду јединствени једно од другог и од своје мајке.